# Modello dei Giovi saltellanti
Il modello dei Giovi saltellanti in inglese Jumping-Jupiter scenario specifica un'evoluzione della migrazione dei pianeti giganti descritta dal modello di Nizza, in cui un pianeta gigante ghiacciato (Urano, Nettuno o un ulteriore pianeta di massa nettuniana) è deviato verso l'interno da Saturno e verso l'esterno da Giove, causando il "saltellare" dei loro semiassi maggiori, e la rapida separazione delle loro orbite. 
Il modello dei Giovi saltellanti è stato proposto da Ramon Brasser, Alessandro Morbidelli, Rodney Gomes, Kleomenis Tsiganis e Harold Levison dopo che i loro studi hanno rivelato che la lenta migrazione di Giove e Saturno verso l'esterno del sistema solare come supposto nel modello standard, avrebbe in realtà portato a un sistema solare interno significativamente diverso da quello attuale. Durante questa migrazione le risonanze secolari attraversarono il sistema solare interno eccitando le orbite dei pianeti terrestri e degli asteroidi, lasciando le orbite dei pianeti troppo eccentriche, e la fascia principale con troppi oggetti ad alta inclinazione. I salti nei semiassi maggiori di Giove e Saturno descritti nel modello dei Giovi saltellanti possono consentire a queste risonanze di attraversare rapidamente il sistema solare interno senza alterare eccessivamente le orbite, sebbene i pianeti terrestri rimangano sensibili al suo passaggio.

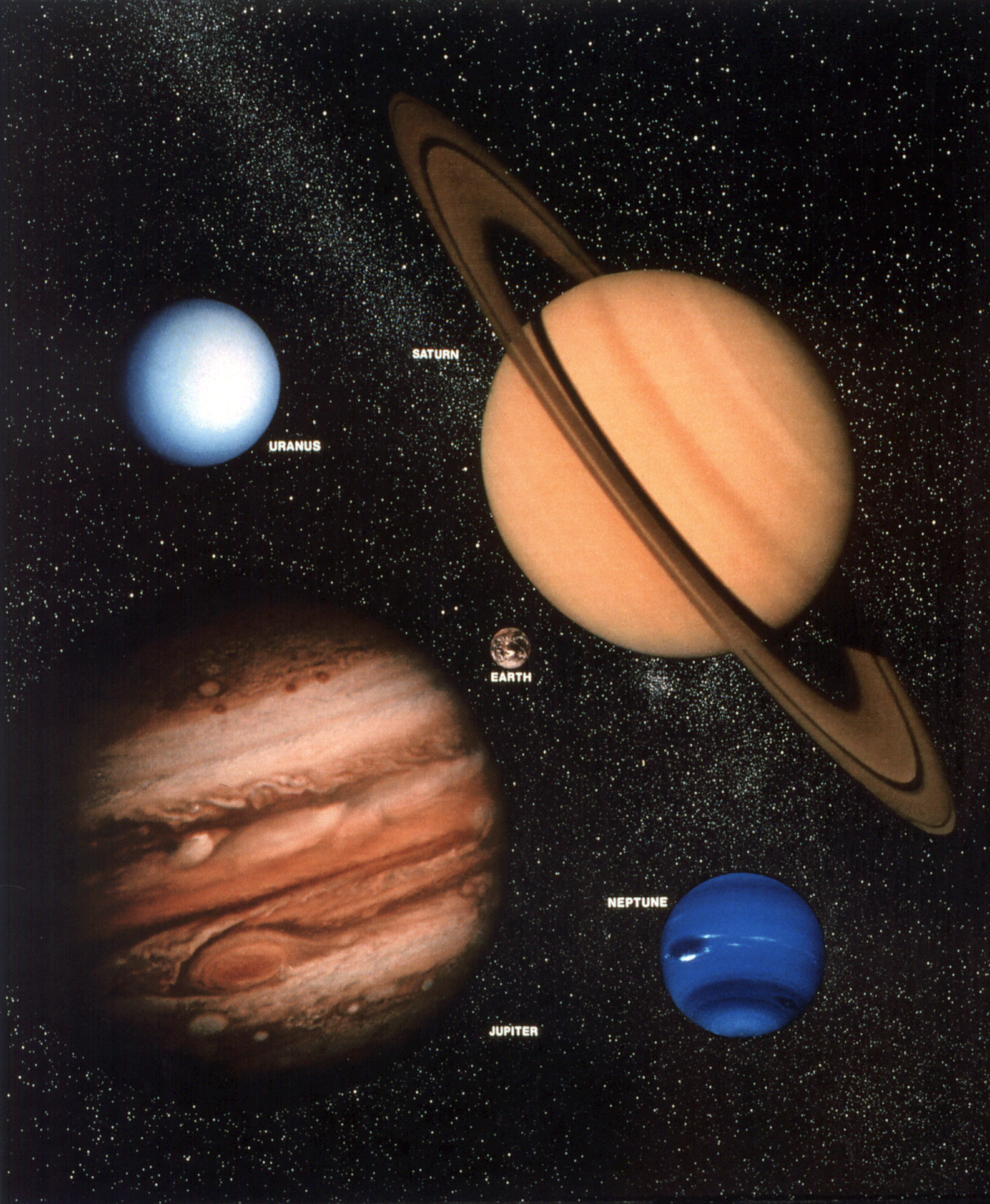
Dimensioni dei giganti gassosi gioviani a confronto (al centro, la Terra)

Il modello Giovi saltellanti si traduce anche in una serie di altre differenze con il modello Nizza originale. La percentuale di oggetti che hanno impattato la superficie lunare provenienti dal nucleo della cintura degli asteroidi durante l'intenso bombardamento tardivo è significativamente ridotta, la maggior parte degli asteroidi troiani di Giove viene catturata durante gli incroci orbitali di Giove con il gigante ghiacciato, così come i satelliti irregolari di Giove. 
Nel modello Giovi saltellanti, la probabilità di preservare quattro pianeti giganti su orbite simili a quelle attuali sembra aumentare se il sistema solare originariamente conteneva un pianeta gigante ghiacciato aggiuntivo, che fu successivamente espulso da Giove nello spazio interstellare. Tuttavia, questo rimane un risultato atipico, come lo è la conservazione delle orbite attuali dei pianeti terrestri.

## Premesse

### Modello originale Nizza
Nel modello originale di Nizza, un incrocio di risonanza si traduce in un'instabilità dinamica che altera rapidamente le orbite dei pianeti giganti. Il modello originale di Nizza inizia con i pianeti giganti in una configurazione compatta con orbite quasi circolari. 
Inizialmente, le interazioni con i planetesimi che originano in un disco esterno guidano una lenta e divergente migrazione dei pianeti giganti. Questa migrazione guidata dai planetesimi continua fino a quando Giove e Saturno incrociano la loro reciproca risonanza 2:1. L'incrocio di risonanza esalta le eccentricità di Giove e Saturno, e queste eccentricità aumentate creano perturbazioni su Urano e Nettuno, aumentando le loro eccentricità fino a quando il sistema diventa caotico e le orbite iniziano a intersecarsi. Gli incontri gravitazionali tra i pianeti poi disperdono Urano e Nettuno verso l'esterno nel disco planetesimale. Il disco viene spezzato, spargendo molti dei planetesimi su orbite che incrociano quella del pianeta. Viene così avviata una rapida fase di migrazione divergente dei pianeti giganti che continua fino all'esaurimento del disco. L'attrito dinamico durante questa fase smorza le eccentricità di Urano e Nettuno stabilizzando il sistema. Nelle simulazioni numeriche del modello originale di Nizza le orbite finali dei pianeti giganti sono simili all'attuale sistema solare. 

### Orbite planetarie risonanti
Le versioni successive del modello Nizza iniziano con i pianeti giganti in una serie di risonanze. Questo cambiamento riflette alcuni modelli idrodinamici del primo sistema solare. In questi modelli, le interazioni tra i pianeti giganti e il disco di gas provocano la migrazione dei pianeti giganti verso la stella centrale, in alcuni casi diventando gioviani caldi. Tuttavia, in un sistema a più pianeti, questa migrazione verso l'interno può essere fermata o invertita se un pianeta più piccolo che migra più rapidamente viene catturato in una risonanza orbitale esterna. 
L'ipotesi della grande virata, secondo la quale la migrazione di Giove si è invertita a 1,5 UA dopo la cattura di Saturno in una risonanza, è un esempio di questo tipo di evoluzione orbitale. La risonanza in cui viene catturato Saturno, una risonanza 3:2 o 2:1, e l'entità della migrazione verso l'esterno (se presente) dipende dalle proprietà fisiche del disco di gas e dalla quantità di gas accresciuto dai pianeti. 
La cattura di Urano e Nettuno in ulteriori risonanze durante o in seguito a questa migrazione verso l'esterno si traduce in un sistema risonante quadruplo, con molte configurazioni stabili identificate. A seguito della dissipazione del disco di gas, la risonanza quadrupla viene infine rotta a causa delle interazioni con i planetesimi dal disco esterno. L'evoluzione da questo punto assomiglia al modello originale di Nizza con un'instabilità che inizia poco dopo la rottura della risonanza quadrupla o dopo un ritardo durante il quale la migrazione guidata dai planetesimi conduce i pianeti attraverso una risonanza diversa. Tuttavia, non esiste un approccio lento alla risonanza 2:1 dato che Giove e Saturno iniziano in questa risonanza o la attraversano rapidamente durante l'instabilità. 

### Fuga tardiva dalla risonanza
L'agitazione del disco esterno da parte di massicci planetesimi può innescare un'instabilità tardiva in un sistema planetario multi-risonante. Mentre le eccentricità dei planetesimi sono eccitate da incontri gravitazionali con oggetti della massa di Plutone, si verifica una migrazione verso l'interno dei pianeti giganti. La migrazione, che si verifica anche se non ci sono incontri tra planetesimi e pianeti, è guidata da un accoppiamento tra l'eccentricità media del disco planetesimale e i semiassi maggiori dei pianeti esterni. Poiché i pianeti sono bloccati in risonanza, la migrazione provoca anche un aumento dell'eccentricità del gigante ghiacciato interno. L'eccentricità aumentata cambia la frequenza di precessione del gigante ghiacciato interno, portando all'incrocio di risonanze secolari. La risonanza quadrupla dei pianeti esterni può essere rotta durante uno di questi incroci di risonanza secolare. Gli incontri gravitazionali iniziano poco dopo a causa della stretta vicinanza dei pianeti nella configurazione precedentemente risonante. La tempistica dell'instabilità causata da questo meccanismo, che si verifica in genere diverse centinaia di milioni di anni dopo la dispersione del disco di gas, è abbastanza indipendente dalla distanza tra il pianeta esterno e il disco planetesimale. In combinazione con le condizioni iniziali aggiornate, questo meccanismo alternativo per innescare un'instabilità tardiva è stato chiamato modello Nizza 2. 

### Incontri planetari con Giove
Gli incontri tra Giove e un gigante ghiacciato durante la migrazione del pianeta gigante sono necessari per riprodurre l'attuale configurazione del sistema solare. In una serie di tre articoli Ramon Brasser, Alessandro Morbidelli, Rodney Gomes, Kleomenis Tsiganis e Harold Levison hanno analizzato l'evoluzione orbitale del sistema solare durante la migrazione del pianeta gigante. Il primo articolo ha dimostrato che erano necessari incontri tra un gigante di ghiaccio e almeno un gigante gassoso per riprodurre le oscillazioni delle eccentricità dei giganti gassosi. Gli altri due hanno dimostrato che se Giove e Saturno avessero subito una regolare separazione delle loro orbite guidata dai planetesimi, i pianeti terrestri avrebbero orbite troppo eccentriche e troppi asteroidi avrebbero orbite con grandi inclinazioni. Hanno proposto che il gigante ghiacciato incontrasse sia Giove che Saturno, causando la rapida separazione delle loro orbite, evitando così la risonanza secolare che sarebbe stata responsabile dell'eccitazione delle orbite nel sistema solare interno. 
Eccitare le oscillazioni delle eccentricità dei pianeti giganti richiede incontri tra pianeti. Giove e Saturno hanno modeste eccentricità che oscillano fuori fase, con Giove che raggiunge la massima eccentricità quando Saturno raggiunge la sua minima e viceversa. Una migrazione liscia dei pianeti giganti senza incroci di risonanza dà come risultato piccolissime eccentricità. 
Le risonanze incrociate eccitano le loro eccentricità medie, con la risonanza incrociata 2:1 che riproduce l'eccentricità corrente di Giove, ma queste non generano le oscillazioni nelle loro eccentricità. La riproduzione di entrambe le condizioni richiede o una combinazione di risonanze incrociate ed un incontro tra Saturno e un gigante ghiacciato, o incontri multipli di un gigante ghiacciato con uno o entrambi i giganti gassosi. 
Durante la migrazione lenta dei pianeti giganti la risonanza secolare ν5 attraversa il sistema solare interno, eccitando le eccentricità dei pianeti terrestri. Quando i pianeti sono in risonanza secolare, le precessioni delle loro orbite sono sincronizzate, mantenendo fissi i loro orientamenti relativi e le coppie medie esercitate tra di loro. Le coppie trasferiscono il momento angolare tra i pianeti causando cambiamenti nelle loro eccentricità e, se le orbite sono inclinate l'una rispetto all'altra, le loro inclinazioni. 
Se i pianeti rimangono in o vicino a risonanze secolari, questi cambiamenti possono accumularsi con conseguenti alterazioni significative di eccentricità e inclinazione. Durante una risonanza incrociata secolare ν5 ciò può provocare l'eccitazione dell'eccentricità del pianeta terrestre, con l'entità dell'aumento che dipende dall'eccentricità di Giove e dal tempo trascorso nella risonanza secolare. 
Per il modello originale di Nizza, l'approccio lento alla risonanza 2:1 di Giove e Saturno si traduce in un'estesa interazione della risonanza secolare ν5 con Marte, portando la sua eccentricità a livelli che possono destabilizzare il sistema solare interno, con potenziali collisioni tra pianeti o espulsione di Marte. Nelle versioni successive del modello di Nizza, la migrazione divergente di Giove e Saturno attraverso (o da) la risonanza 2:1 è più rapida e gli incroci ravvicinati di risonanza ν5 fra Terra e Marte sono di breve durata, evitando così l'eccitazione eccessiva delle loro eccentricità. Venere e Mercurio, tuttavia, raggiungono eccentricità significativamente più elevate di quelle osservate quando la risonanza ν5 attraversa successivamente le loro orbite. 
Una migrazione planetaria graduale dei pianeti giganti provoca anche una distribuzione orbitale della cintura degli asteroidi differente da quella dell'attuale fascia principale. Mentre attraversa la cintura, la risonanza secolare ν16 eccita le inclinazioni degli asteroidi, a cui segue la risonanza secolare ν6 che eccita le eccentricità degli asteroidi a bassa inclinazione. 
Se la risonanza secolare si verifica durante una migrazione guidata dai planetesimi, che ha una scala temporale di 5 milioni di anni o più, la restante fascia degli asteroidi viene lasciata con una frazione significativa di asteroidi con inclinazioni superiori a 20°, che sono relativamente rare nell'attuale fascia principale. 
L'interazione della risonanza secolare ν6 con la risonanza di moto medio 3:1 lascia anche un ammasso prominente nella distribuzione del semiasse maggiore che non viene osservato. La ripulita causata dalla risonanza secolare lascerebbe anche troppi asteroidi ad alta inclinazione se la migrazione del pianeta gigante avvenisse rapidamente, con tutti gli asteroidi inizialmente con orbite a bassa eccentricità e inclinazione,  anche se le orbite degli asteroidi fossero eccitate dal passaggio di Giove durante la grande virata. 
Gli incontri tra un gigante ghiacciato e sia Giove che Saturno, accelerano la separazione delle loro orbite, limitando gli effetti della risonanza secolare che spazza le orbite dei pianeti terrestri e degli asteroidi. Per prevenire l'eccitazione delle orbite dei pianeti e degli asteroidi terrestri, le risonanze secolari devono ripulire rapidamente le orbite attraversando il sistema solare interno. La piccola eccentricità di Venere indica che ciò si è verificato su una scala temporale di meno di 150000 anni, molto più breve rispetto a una migrazione guidata dai planetesimi. La ripulitura della risonanza secolare può essere ampiamente evitata, tuttavia, se la separazione di Giove e Saturno fosse guidata da incontri gravitazionali con un gigante ghiacciato. Questi incontri devono portare rapidamente il rapporto di risonanza tra Giove e Saturno da sotto 2,1 a oltre 2,3, l'intervallo in cui si verificano gli incroci di risonanza secolare. Questa evoluzione delle orbite dei pianeti giganti è stata denominata modello dei Giovi saltellanti dopo che un processo simile è stato proposto per spiegare le orbite eccentriche di alcuni esopianeti. 

## Descrizione
Il modello dei Giovi saltellanti sostituisce la separazione graduale di Giove e Saturno con una serie di salti, evitando così la ripulita causata dalle risonanze secolari attraverso il sistema solare interno quando il rapporto del loro periodo passa da 2,1 a 2,3. Secondo tale modello, un pianeta gigante ghiacciato è spinto verso l'interno da Saturno su un'orbita di incrocio con Giove e poi tirato verso l'esterno da Giove. Il semiasse maggiore dell'orbita di Saturno è aumentato nel primo incontro gravitazionale e quello di Giove viene ridotto dal secondo con il risultato netto che il rapporto del loro periodo viene aumentato. Nelle simulazioni numeriche il processo può essere molto più complesso: mentre la tendenza è che le orbite di Giove e Saturno si separino, a seconda della geometria degli incontri, i salti individuali dei semiassi maggiori di Giove e Saturno possono essere sia verso l'aumento che la diminuzione. Oltre ai numerosi incontri con Giove e Saturno, il gigante ghiacciato può incontrare altri giganti ghiacciati e in alcuni casi attraversare parti significative della fascia degli asteroidi. 
Gli incontri gravitazionali si verificano lungo un periodo di 10 000–100 000 anni e terminano quando l'attrito dinamico con il disco protoplanetario smorza l'eccentricità del gigante ghiacciato, aumentando il suo perielio oltre l'orbita di Saturno; o quando il gigante ghiacciato viene espulso dal sistema solare. Un meccanismo di Giovi saltellanti si verifica in un sottoinsieme di simulazioni numeriche del modello di Nizza, incluse alcune fatte per la versione originale del modello.
Le probabilità che Saturno spinga un gigante ghiacciato su un'orbita di incrocio di Giove aumentano quando la distanza iniziale fra Saturno e il gigante ghiacciato è inferiore a 3 UA e con la cintura planetesimale di 35 masse terrestri utilizzata nel modello originale di Nizza, e si conclude in genere nell'espulsione del gigante ghiacciato. 

## Quinto pianeta gigante
La frequente perdita del pianeta gigante che incontra Giove nelle simulazioni ha portato alcuni a ipotizzare che il primo sistema solare avesse cinque pianeti giganti. Nelle simulazioni numeriche del modello Giovi saltellanti il gigante ghiacciato viene spesso espulso in seguito ai suoi incontri gravitazionali con Giove e Saturno, lasciando i sistemi planetari che iniziano con quattro pianeti giganti a rimanere con solo tre. Sebbene sia stato scoperto che un disco planetesimale iniziale di massa maggiore stabilizzasse i sistemi a quattro pianeti, l'enorme disco avrebbe provocato un'eccessiva migrazione di Giove e Saturno dopo gli incontri tra un gigante ghiacciato e Giove o avrebbe impedito questi incontri smorzando le eccentricità. 
Questo problema ha portato David Nesvorný a indagare sui sistemi planetari che partono da cinque pianeti giganti. Dopo aver condotto migliaia di simulazioni, ha riferito che le simulazioni a partire da cinque pianeti giganti avevano una probabilità 10 volte maggiore di riprodurre le orbite attuali dei pianeti esterni. Uno studio di follow-up di David Nesvorny e Alessandro Morbidelli ha cercato configurazioni iniziali risonanti che riproducessero il semiasse maggiore dei quattro pianeti esterni, l'eccentricità di Giove e un salto da <2,1 a >2,3 nel rapporto del periodo di Giove e Saturno. Mentre meno dell'1% dei migliori modelli a quattro pianeti ha soddisfatto questi criteri, circa il 5% dei migliori modelli a cinque pianeti è stato giudicato di successo, con l'eccentricità di Giove che è la più difficile da riprodurre. 
Uno studio separato di Konstantin Batygin e Michael Brown ha trovato probabilità simili (4% contro 3%) di riprodurre l'attuale sistema solare esterno a partire da quattro o cinque pianeti giganti usando le migliori condizioni iniziali. Le loro simulazioni differivano per il fatto che il disco planetesimale era posto vicino al pianeta esterno, causando un periodo di migrazione prima dell'inizio degli incontri planetari. I criteri includevano la riproduzione delle oscillazioni delle eccentricità di Giove e di Saturno, un periodo in cui l'eccentricità di Nettuno superava lo 0,2 durante il quale venivano catturati oggetti della classica fascia di Kuiper calda, e la conservazione di una cintura di Kuiper classica fredda primordiale, ma non il salto nel rapporto del periodo fra Giove e Saturno. I loro risultati indicano anche che se l'eccentricità di Nettuno supera 0,2, la conservazione di una cintura classica fredda può richiedere l'espulsione del gigante ghiacciato in soli 10000 anni. 

## Migrazione di Nettuno prima dell'instabilità
La migrazione di Nettuno nel disco protoplanetario prima dell'inizio degli incroci planetari consente a Giove di conservare una significativa eccentricità e limita la sua migrazione dopo l'espulsione del quinto gigante ghiacciato. L'eccentricità di Giove è eccitata da incroci di risonanza e incontri gravitazionali con il gigante ghiacciato ed è smorzata a causa dell'attrito secolare con il disco planetesimale. L'attrito secolare si verifica quando l'orbita di un pianeta cambia improvvisamente e provoca l'eccitazione delle orbite dei planetesimi, la riduzione dell'eccentricità e dell'inclinazione del pianeta mentre il sistema si stabilizza. Se gli incontri gravitazionali iniziano poco dopo che i pianeti lasciano la loro configurazione multi-risonante, questo lascia Giove con una piccola eccentricità. 
Tuttavia, se Nettuno migra per la prima volta sconvolgendo il disco planetesimale, la sua massa si riduce e le eccentricità e le inclinazioni dei planetesimi vengono eccitate. Quando gli incontri planetari sono in seguito innescati da un incrocio di risonanza, questo riduce l'impatto dell'attrito secolare che consente di mantenere l'eccentricità di Giove. La massa più piccola del disco riduce anche la migrazione verso l'esterno di Giove e Saturno dopo l'espulsione del quinto pianeta. Ciò può consentire al rapporto del periodo orbitale di Giove e di Saturno di saltare oltre il 2,3 durante gli incontri planetari senza superare il valore corrente una volta rimosso il disco protoplanetario. 
Sebbene questa evoluzione delle orbite dei pianeti esterni sia in grado di riprodurre l'attuale sistema solare, non è il tipico risultato di simulazioni che iniziano con una distanza significativa tra il pianeta esterno e il disco protoplanetario come nel modello Nizza 2. Una migrazione estesa di Nettuno nel disco protoplanetario prima dell'inizio degli incontri planetari può verificarsi se il bordo interno del disco si trovava entro 2 UA dall'orbita di Nettuno. Questa migrazione inizia subito dopo la dissipazione del disco protoplanetario, con conseguente instabilità precoce, ed è molto probabile se i pianeti giganti iniziassero in una catena di risonanza 3:2, 3:2, 2:1, 3:2. 
Un'instabilità tardiva può verificarsi se Nettuno ha subito per la prima volta una lenta migrazione guidata dalla polvere insterstellare verso un disco planetario più distante. Perché un sistema a cinque pianeti rimanga stabile per 400 milioni di anni, il bordo interno del disco planetesimale deve trovarsi diverse unità astronomiche oltre l'orbita iniziale di Nettuno. 
Le collisioni tra planetesimi in questo disco creano detriti che vengono macinati in polvere in una cascata collisionale. La polvere si sposta verso l'interno a causa della resistenza di Poynting-Robertson, raggiungendo infine le orbite dei pianeti giganti. Le interazioni gravitazionali con la polvere fanno sì che i pianeti giganti fuggano dalla loro catena di risonanza circa 10 milioni di anni dopo la dissipazione del disco di gas. Le interazioni gravitazionali si traducono quindi in una lenta migrazione dei pianeti guidata dalla polvere fino a quando Nettuno si avvicina al bordo interno del disco. Segue una migrazione più rapida di Nettuno guidata dai planetesimi nel disco fino a quando le orbite dei pianeti vengono destabilizzate a seguito di un incrocio di risonanza. La migrazione guidata dalla polvere richiede 7–22 masse terrestri di polvere, a seconda della distanza iniziale tra l'orbita di Nettuno e il bordo interno del disco di polvere. La velocità della migrazione guidata dalla polvere rallenta nel tempo man mano che diminuisce la quantità di polvere incontrata dai pianeti. Di conseguenza, i tempi dell'instabilità sono sensibili ai fattori che controllano il tasso di generazione di polvere come la distribuzione delle dimensioni e la forza dei planetesimi. 

## Implicazioni per il primo sistema solare
Il modello dei Giovi saltellanti comporta una serie di differenze rispetto al modello originale Nizza. 
La rapida separazione delle orbite di Giove e Saturno fa sì che le risonanze secolari attraversino rapidamente il sistema solare interno. Il numero di asteroidi rimossi dal nucleo della fascia principale viene ridotto, lasciando un'estensione interna della fascia come fonte dominante di impattatori rocciosi. La probabilità di preservare le basse eccentricità dei pianeti terrestri aumenta al di sopra del 20% in un modello di Giovi saltellanti selezionato. Poiché la modifica delle orbite nella cintura degli asteroidi è limitata, la loro deplezione e l'eccitazione delle orbite devono essere avvenute prima. Tuttavia, le orbite degli asteroidi sono modificate abbastanza da spostare la distribuzione orbitale prodotta da una grande virata verso quella dell'attuale fascia degli asteroidi, per disperdere le famiglie di collisioni e per rimuovere le lacune fossili di Kirkwood. Il gigante ghiacciato che attraversa la cintura degli asteroidi consente di impiantare alcuni planetesimi ghiacciati nella cintura interna.
Nel sistema solare esterno i planetesimi gelidi vengono catturati come troiani di Giove quando il semiasse maggiore di Giove salta durante gli incontri con il gigante ghiacciato. Giove cattura anche satelliti irregolari attraverso tre interazioni di massa durante questi incontri. Le orbite dei normali satelliti di Giove sono perturbate, ma in circa la metà delle simulazioni rimangono in orbite simili a quelle osservate. Incontri tra un gigante ghiacciato e Saturno perturbano l'orbita di Giapeto e possono essere responsabili della sua inclinazione. L'eccitazione dinamica del disco esterno da parte degli oggetti ammassati da Plutone e la sua massa inferiore riduce il bombardamento delle lune di Saturno. L'inclinazione di Saturno viene acquisita quando viene catturata in una risonanza spin-orbita con Nettuno. 
Una migrazione lenta ed estesa di Nettuno nel disco planetesimale prima che inizino gli incontri planetari lascia la fascia di Kuiper con un'ampia distribuzione dell'inclinazione. Quando il semiasse maggiore di Nettuno salta verso l'esterno dopo aver incontrato gli oggetti giganti ghiacciati catturati nella sua risonanza 2:1 durante la sua precedente fuga di migrazione, lascia un gruppo di oggetti a bassa inclinazione con semiassi maggiori simili. Il salto verso l'esterno rilascia anche oggetti dalla risonanza 3:2, riducendo il numero di plutini a bassa inclinazione che rimangono alla fine della migrazione di Nettuno. 

### Intenso bombardamento tardivo
La maggior parte degli impattatori rocciosi dell'intenso bombardamento tardivo provengono da un'estensione interna della cintura degli asteroidi che produce un bombardamento più piccolo ma più duraturo. La regione più interna della fascia principale è attualmente scarsamente popolata a causa della presenza della risonanza secolare ν6. All'inizio del sistema solare, tuttavia, questa risonanza si trovava altrove e la cintura degli asteroidi si estendeva più verso l'interno, terminando con orbite che attraversavano quella di Marte.
Durante la migrazione dei pianeti giganti, la risonanza secolare ν6 attraversò rapidamente la fascia principale rimuovendo circa metà della sua massa, molto meno rispetto al modello originale di Nizza. Quando i pianeti raggiunsero le loro attuali posizioni, la risonanza secolare ν6 destabilizzò le orbite degli asteroidi più interni. Alcuni di questi entrarono rapidamente nell'orbita di attraversamento dei pianeti iniziando l'intenso bombardamento tardivo. Altri entrarono in orbite quasi stabili di inclinazione superiore, producendo in seguito una lunga coda di impatti, con un piccolo residuo sopravvissuto come gruppo ungherese. L'aumento delle eccentricità e delle inclinazioni orbitali degli oggetti destabilizzati ha anche aumentato le velocità di impatto, provocando un cambiamento nella distribuzione dimensionale dei crateri lunari e nella produzione oggetti da fusione per impatto nella fascia. 
Si stima che gli asteroidi più interni (o asteroidi E-belt) abbiano prodotto nove impatti sulla Luna tra 4,1 e 3,7 miliardi di anni fa, con altri tre originati dal nucleo della fascia principale. Si ritiene che i bacini pre-nettariani, parte dell'intenso bombardamento tardivo nel modello originale di Nizza, siano dovuti agli impatti dei rimanenti planetesimi provenienti dal sistema solare interno. 
Anche l'entità del bombardamento cometario è ridotta. La migrazione verso l'esterno dei pianeti giganti interrompe il disco planetesimale esterno facendo entrare i planetesimali ghiacciati nelle orbite di incrocio dei pianeti. Alcuni di loro sono quindi turbati da Giove su orbite simili a quelle della famiglia delle comete gioviane. Questi trascorrono una frazione significativa delle loro orbite attraversando il sistema solare interno aumentando la probabilità di avere un impatto sui pianeti terrestri e sulla Luna. Nel modello originale di Nizza questo si traduce in un bombardamento cometario di una dimensione simile al bombardamento di asteroidi. Tuttavia, mentre bassi livelli di iridio rilevati da rocce risalenti a quest'epoca sono stati citati come prove di un bombardamento cometario, altre prove come il mix di elementi altamente siderofili nelle rocce lunari, e rapporti isotopici dell'ossigeno nei frammenti di impattatori non sono coerenti con un bombardamento cometario. Anche la distribuzione dimensionale dei crateri lunari è in gran parte coerente con quella degli asteroidi, portando alla conclusione che il bombardamento era dominato dagli asteroidi. Il bombardamento da parte delle comete potrebbe essere stato ridotto di una serie di fattori. L'agitazione delle orbite da parte degli oggetti ammassati da Plutone eccita le inclinazioni delle orbite dei planetesimi ghiacciati, riducendo la frazione di oggetti che entrano nelle orbite della famiglia di Giove da 1/3 a 1/10. La massa del disco esterno nel modello a cinque pianeti è circa la metà di quella del modello originale di Nizza. L'entità del bombardamento potrebbe essere stata ulteriormente ridotta a causa dei planetesimi ghiacciati che subivano una significativa perdita di massa o della loro rottura con l'ingresso nel sistema solare interno. La combinazione di questi fattori riduce il bacino di impatto maggiore stimato alle dimensioni del Mare Crisium, circa la metà delle dimensioni del bacino di Imbrium. Le prove di questo bombardamento potrebbero essere state distrutte da impatti successivi da parte di asteroidi. 
Sono stati sollevati numerosi problemi riguardanti la connessione tra il modello di Nizza e l'intenso bombardamento tardivo. I conteggi dei crateri usando i dati topografici del Lunar Reconnaissance Orbiter hanno evidenziato un eccesso di piccoli crateri rispetto a grandi bacini di impatto rispetto alla distribuzione dimensionale della fascia principale. Tuttavia, se la cintura asteroidale fosse il prodotto di collisioni tra un piccolo numero di asteroidi di grandi dimensioni, potrebbe avere avuto una distribuzione dimensionale diversa da quella della fascia principale con una frazione maggiore di piccoli corpi. Un recente lavoro ha scoperto che il bombardamento originato dalla fascia interna degli asteroidi avrebbe prodotto solo due bacini lunari e non sarebbe stato sufficiente a spiegare antichi letti sferici da impatto. Suggerisce invece che i detriti di un impatto massiccio siano stati la fonte, rilevando che ciò corrisponderebbe meglio alla distribuzione dimensionale dei crateri da impatto. Un secondo lavoro concorda, scoprendo che la fascia principale non era probabilmente la fonte dell'intenso bombardamento tardivo. Rilevando la mancanza di prove dirette degli impattatori cometari, propone che i rimanenti planetesimi fossero la fonte della maggior parte degli impatti e che l'instabilità del modello di Nizza potrebbe essersi verificata presto. Se viene utilizzata una diversa legge di ridimensionamento del cratere, tuttavia, il modello di Nizza ha maggiori probabilità di produrre gli impatti attribuiti all'intenso bombardamento tardivo e ai crateri di impatto più recenti.

### Pianeti terrestri
Una migrazione di pianeti giganti in cui il rapporto tra i periodi orbitali di Giove e Saturno passa rapidamente da meno di 2,1 a più di 2,3 può lasciare i pianeti terrestri con orbite simili alle loro orbite attuali. Le eccentricità e le inclinazioni di un gruppo di pianeti possono essere rappresentate dal deficit del momento angolare (AMD), una misura delle differenze delle loro orbite rispetto alle orbite complanari circolari. Uno studio di Brasser, Walsh e Nesvorny ha scoperto che quando si utilizzava un determinato modello di Giovi saltellanti, l'attuale deficit del momento angolare ha una ragionevole probabilità (~20%) di essere riprodotto in simulazioni numeriche se l'AMD era inizialmente tra il 10% e 70% del valore attuale. L'orbita di Marte è sostanzialmente invariata in queste simulazioni, il che indica che la sua orbita iniziale deve essere stata più eccentrica e inclinata rispetto a quella degli altri pianeti. Il modello dei Giovi saltellanti usato in questo studio non era tipico, tuttavia, essendo selezionato tra solo il 5% con il rapporto del periodo fra Giove e Saturno saltato a oltre 2,3 mentre riproduceva altri aspetti del sistema solare esterno. 
Il tasso di successo complessivo dei modelli Giovi saltellanti con un'instabilità tardiva che riproduce il sistema solare interno ed esterno è piccolo. Quando Kaib e Chambers hanno condotto un gran numero di simulazioni a partire da cinque pianeti giganti in una catena di risonanza, e Giove e Saturno in una risonanza 3:2, l'85% di esse ha provocato la perdita di un pianeta terrestre, meno del 5% riproduce l'attuale AMD, e solo l'1% riproduce sia l'AMD che le orbite dei pianeti giganti. 
Oltre agli incroci di risonanza secolare, i salti nell'eccentricità di Giove quando incontra un gigante ghiacciato possono anche eccitare le orbite dei pianeti terrestri. Ciò li portò a proporre che la migrazione del modello di Nizza avvenne prima della formazione dei pianeti terrestri e che l'intenso bombardamento tardivo avesse un'altra causa. Tuttavia, il vantaggio di una migrazione precoce è significativamente ridotto dal requisito che il rapporto periodo Giove-Saturno salti a oltre 2,3 per riprodurre l'attuale fascia principale. 
Un'instabilità precoce potrebbe essere responsabile della ridotta massa di Marte. Se l'instabilità si manifesta precocemente, le eccentricità degli embrioni e dei planetesimi nella regione di Marte si esaltano causando l'espulsione di molti di loro. Ciò priva Marte di materiale facendone terminare presto il suo accrescimento, e lasciandolo più piccolo rispetto alla Terra. 
Il modello dei Giovi saltellanti può riprodurre l'eccentricità e l'inclinazione dell'orbita di Mercurio. L'eccentricità di Mercurio è eccitata quando incrocia una risonanza secolare con Giove. Quando sono inclusi gli effetti relativistici, il tasso di precessione di Mercurio è più veloce, il che riduce l'impatto di questo incrocio di risonanza e si traduce in un'eccentricità minore simile al suo valore attuale. L'inclinazione di Mercurio può essere il risultato di essa o Venere che attraversa una risonanza secolare con Urano. 

### Fascia degli asteroidi
La rapida traversata delle risonanze attraverso la fascia degli asteroidi può lasciare la sua popolazione e la distribuzione generale dei suoi parametri orbitali in gran parte preservata. In questo caso, l'esaurimento della cintura degli asteroidi, la mescolanza delle sue classi tassonomiche e l'eccitazione delle sue orbite, producendo una distribuzione di inclinazioni con un picco vicino a 10° ed eccentricità di picco vicino a 0,1, devono essere avvenute prima. Questi possono essere il prodotto della grande virata di Giove, a condizione che venga rimosso un eccesso di asteroidi di eccentricità superiore a causa delle interazioni con i pianeti terrestri. L'agitazione gravitazionale da parte di embrioni planetari incorporati nella cintura degli asteroidi potrebbe anche produrre la sua deplezione, miscelazione ed eccitazione. Tuttavia, la maggior parte se non tutti gli embrioni devono essere andati persi prima dell'instabilità. Una mescolanza di tipi di asteroidi diversi potrebbe essere il prodotto di asteroidi che vengono dispersi nella cintura durante la formazione dei pianeti. Una cintura degli asteroidi di massa inizialmente piccola potrebbe avere le sue inclinazioni ed eccentricità eccitate da risonanze secolari che saltavano attraverso la cintura se le orbite di Giove e Saturno fossero diventate caotiche mentre erano in risonanza. 
Le orbite degli asteroidi potrebbero essere eccitate durante l'instabilità se il gigante ghiacciato trascorresse centinaia di migliaia di anni su un'orbita che incrociasse quella di Giove. Numerosi incontri gravitazionali tra il gigante ghiacciato e Giove in questo periodo causerebbero frequenti variazioni nel semiasse maggiore di Giove, eccentricità e inclinazione. Anche la forzatura esercitata da Giove sulle orbite degli asteroidi e sui semiassi maggiori dove era più forte, varierebbe, causando un'eccitazione caotica delle orbite degli asteroidi che potrebbero raggiungere o superare il loro livello attuale. Gli asteroidi con la massima eccentricità sarebbero stati successivamente rimossi dagli incroci con i pianeti terrestri. Le eccentricità dei pianeti terrestri sono eccitate oltre i valori attuali durante questo processo, tuttavia, richiedendo che l'instabilità si verifichi prima della loro formazione, in questo caso. L'agitazione gravitazionale da parte degli embrioni durante l'instabilità potrebbe aumentare il numero di asteroidi entrati in orbite instabili, con conseguente perdita del 99-99,9% della sua massa. 
La ripulitura causata dalle risonanze e la penetrazione del gigante ghiacciato nella cintura degli asteroidi provoca la dispersione delle famiglie di asteroidi causa delle collisioni formatesi durante o prima dell'intenso bombardamento tardivo. Le inclinazioni e le eccentricità di una famiglia collisionale sono disperse a causa delle ampie risonanze secolari, comprese quelle all'interno delle risonanze di moto medio, con le eccentricità maggiormente colpite. Le perturbazioni causate da incontri ravvicinati con il gigante ghiacciato provocano la dispersione dei semiassi maggiori di una famiglia. La maggior parte delle famiglie collisionali diventerebbe quindi non identificabile con tecniche come il metodo di clustering gerarchico, e gli asteroidi di tipo V originati da impatti su Vesta potrebbero essere dispersi nella fascia degli asteroidi centrale ed esterna. Tuttavia, se il gigante ghiacciato impiegasse poco tempo ad attraversare la cintura degli asteroidi, alcune famiglie collisionali potrebbero rimanere riconoscibili identificando i modelli a forma di V in trame di semiassi maggiori rispetto alla magnitudine assoluta prodotta dall'effetto Yarkovsky. La sopravvivenza della famiglia collisionale di Hilda, un sottoinsieme del gruppo di Hilda che si pensava si fosse formato durante l'intenso bombardamento tardivo a causa dell'attuale basso tasso di collisione, potrebbe essere dovuta alla sua creazione dopo la cattura di Hilda nella risonanza 3:2 quando il gigante ghiacciato fu espulso. L'agitazione dei semiassi maggiori causata dal gigante ghiacciato può anche rimuovere le lacune di Kirkwood fossili formati prima dell'instabilità. 
I planetesimi del disco esterno sono incorporati in tutte le parti della cintura degli asteroidi, rimanendo come asteroidi di tipo P e D. Mentre le risonanze di Giove attraversano la fascia degli asteroidi, i planetesimi del disco esterno vengono catturati dalle sue risonanze interne, evolvono verso basse eccentricità tramite risonanze secolari che incorporano queste risonanze e vengono rilasciati su orbite stabili mentre le risonanze di Giove si spostano. 
Altri planetesimi vengono impiantati nella fascia degli asteroidi durante incontri con il gigante ghiacciato, sia lasciandoli direttamente con afeli superiori al perielio del gigante ghiacciato, o rimuovendoli da una risonanza. I salti del semiasse maggiore di Giove durante i suoi incontri con il gigante ghiacciato slittano le posizioni delle sue risonanze, rilasciando alcuni oggetti e catturandone altri. Molti di quelli che rimangono dopo il suo salto finale, insieme ad altri catturati dalle ampie risonanze mentre Giove migra nella sua posizione attuale, sopravvivono come parti delle popolazioni risonanti come Hilda, Thule e quelli nella risonanza 2:1. 
Gli oggetti che hanno origine nella cintura degli asteroidi possono anche essere catturati nella risonanza 2:1, insieme ad alcuni tra la popolazione di Hilda. Le escursioni che il gigante ghiacciato compie nella cintura degli asteroidi consentono di impiantare ulteriormente i planetesimi ghiacciati nella fascia principale, con alcuni che raggiungono la fascia degli asteroidi interna con un semiasse maggiore inferiore a 2,5 UA. Alcuni oggetti successivamente si spostano in risonanze instabili a causa della diffusione o dell'effetto Yarkovsky ed entrano in orbite di intersezione con la Terra, con il meteorite del Lago Tagish che rappresenta un possibile frammento di un oggetto che ha avuto origine nel disco planetario esterno. Le simulazioni numeriche di questo processo possono riprodurre approssimativamente la distribuzione degli asteroidi di tipo P e D e le dimensioni dei corpi più grandi, con differenze come un eccesso di oggetti inferiori a 10 km sono attribuiti alle perdite dovute a collisioni o all'effetto Yarkovsky e all'evoluzione specifica dei pianeti nel modello.

### Asteroidi troiani
La maggior parte degli asteroidi troiani di Giove vengono catturati a salto poco dopo un incontro gravitazionale tra Giove e un gigante ghiacciato. Durante questi incontri il semiasse maggiore di Giove può saltare fino a 0,2 UA, spostando radialmente i punti L4 e L5 e liberando molti troiani di Giove preesistenti. I nuovi troiani di Giove vengono catturati dalla popolazione dei planetesimi con semiassi maggiori simili al nuovo semiasse maggiore di Giove. I troiani catturati hanno una vasta gamma di inclinazioni ed eccentricità, risultato della loro dispersione da parte dei pianeti giganti mentre migrano dalla loro posizione originale nel disco esterno. Alcuni troiani aggiuntivi vengono catturati e altri persi durante incroci a debole risonanza mentre le regioni co-orbitali diventano temporaneamente caotiche. 
Dopo i suoi ultimi incontri con Giove, il gigante ghiacciato può passare attraverso uno degli sciami di troiani di Giove, disperdendone molti e riducendo la sua popolazione. Nelle simulazioni, la distribuzione orbitale dei troiani di Giove catturati e l'asimmetria tra le popolazioni L4 e L5 è simile a quella dell'attuale sistema solare ed è in gran parte indipendente dalla storia dell'incontro di Giove. Le stime della massa planetaria del disco richiesta per la cattura dell'attuale popolazione di troiani gioviani vanno da 15−20 masse terrestri, coerenti con la massa richiesta per riprodurre altri aspetti del sistema solare esterno. 
I planetesimi vengono anche catturati come troiani di Nettuno durante l'instabilità quando salta il semiasse maggiore di Nettuno. L'ampia distribuzione dell'inclinazione dei troiani di Nettuno indica che le inclinazioni delle loro orbite devono essere state eccitate prima di essere catturati. Il numero di troiani di Nettuno potrebbe essere stato ridotto a causa della risonanza di Urano e Nettuno vicina a 2:1 in passato.

### Satelliti irregolari
Giove cattura una popolazione di satelliti irregolari e aumenta la dimensione relativa della popolazione di Saturno. Durante gli incontri gravitazionali tra pianeti, le orbite iperboliche di planetesimi non legati attorno a un pianeta gigante sono turbate dalla presenza dell'altro. Se la geometria e le velocità sono giuste, queste interazioni di tre corpi lasciano il pianeta in un'orbita legata quando i pianeti si separano. Sebbene questo processo sia reversibile, durante questi incontri possono anche sfuggire satelliti vagamente legati, compresi i possibili satelliti primordiali, rimangono dei satelliti strettamente legati e il numero di satelliti irregolari aumenta nel corso di una serie di incontri. A seguito degli incontri, i satelliti con inclinazioni tra 60° e 130° vengono persi a causa della risonanza di Kozai e i satelliti progradi più distanti vengono persi a causa della risonanza di evitazione. 
Le collisioni tra i satelliti provocano la formazione di famiglie, una significativa perdita di massa e uno spostamento della loro distribuzione dimensionale. Le popolazioni e le orbite dei satelliti irregolari di Giove catturati nelle simulazioni sono in gran parte coerenti con le osservazioni. Imalia, che ha uno spettro simile agli asteroidi al centro della cintura degli asteroidi, è leggermente più grande del più grande catturato nelle simulazioni. Se fosse un oggetto primordiale, le sue probabilità di sopravvivere alla serie di incontri gravitazionali vanno da 0,01 a 0,3, con le probabilità che diminuiscono all'aumentare del numero. 
Saturno ha incontri più frequenti con il gigante ghiacciato nel modello dei Giovi saltellanti, e Urano e Nettuno hanno meno incontri se vi fosse un quinto pianeta gigante. Ciò aumenta la dimensione della popolazione di Saturno in confronto a Urano e Nettuno rispetto al modello originale di Nizza, producendo una corrispondenza più stretta con le osservazioni. 

### Satelliti regolari
Le orbite dei normali satelliti di Giove possono rimanere dinamicamente fredde nonostante gli incontri tra i pianeti giganti. Gli incontri gravitazionali tra pianeti perturbano le orbite dei loro satelliti, eccitandone le inclinazioni ed eccentricità e alterandone i semiassi maggiori. Se questi incontri portassero a risultati incompatibili con le osservazioni, ad esempio, le collisioni tra o le espulsioni dei satelliti o l'interruzione della risonanza di Laplace delle lune di Giove Io, Europa e Ganimede, ciò potrebbe fornire prove contro il modello dei Giovi saltellanti. Nelle simulazioni, le collisioni tra o l'espulsione dei satelliti sono risultate improbabili, richiedendo che un gigante ghiacciato si avvicini entro 0,02 UA da Giove. Incontri più distanti che interrompevano la risonanza di Laplace erano più comuni, anche se le interazioni delle maree spesso portano alla loro riconquista. Un test sensibile del modello dei Giovi saltellanti è l'inclinazione dell'orbita di Callisto, che non è smorzata dalle interazioni di marea. L'inclinazione di Callisto è rimasta ridotta in sei su dieci modelli a 5 pianeti testati in uno studio (inclusi alcuni in cui Giove ha acquisito satelliti irregolari coerenti con le osservazioni), e un altro ha scoperto la probabilità che Giove espellesse un quinto pianeta gigante lasciando l'orbita di Callisto dinamicamente fredda al 42%. È improbabile che Callisto abbia fatto parte della risonanza di Laplace, perché gli incontri che lo portano alla sua orbita attuale lo lasciano con un'inclinazione eccessiva.
Gli incontri tra pianeti perturbano anche le orbite delle lune degli altri pianeti esterni. La luna di Saturno Giapeto avrebbe potuto essere eccitata alla sua attuale inclinazione, se l'approccio più vicino al gigante ghiacciato fosse fuori dal piano dell'equatore di Saturno. Se Saturno acquisisse la sua inclinazione prima degli incontri, l'inclinazione di Giapeto potrebbe anche essere eccitata a causa di molteplici cambiamenti del suo semiasse maggiore, poiché l'inclinazione del piano Laplace di Saturno varierebbe con la distanza da Saturno. Nelle simulazioni, Giapeto era eccitato alla sua attuale inclinazione in cinque su dieci dei modelli Giovi saltellanti testati, sebbene tre lo abbiano lasciato con eccessiva eccentricità. La conservazione della piccola inclinazione di Oberon favorisce i modelli a 5 pianeti, con solo pochi incontri tra Urano e un pianeta gigante ghiacciato, su modelli a 4 pianeti in cui Urano incontra Giove e Saturno. La bassa inclinazione della luna di Urano Oberon, 0,1°, è stata preservata in nove su dieci su cinque modelli planetari, mentre la sua conservazione è risultata improbabile in quattro modelli planetari. Gli incroci tra pianeti potrebbero anche essere responsabili dell'assenza di satelliti regolari di Urano oltre l'orbita di Oberon. 
La perdita di ghiaccio dai satelliti interni a causa di impatti è ridotta. Numerosi impatti di planetesimi sui satelliti dei pianeti esterni si sono verificati durante l'intenso bombardamento tardivo. Nel bombardamento previsto dal modello originale di Nizza, questi impatti generano abbastanza calore da vaporizzare i ghiacci di Mimas, Encelado e Miranda. La fascia planetaria di massa più piccola nei cinque modelli planetari riduce questo bombardamento. Inoltre, l'agitazione gravitazionale di oggetti ammassati da Plutone nel modello Nizza 2 eccita le inclinazioni e le eccentricità dei planetesimi. Ciò aumenta le loro velocità rispetto ai pianeti giganti, diminuendo l'efficacia della messa a fuoco gravitazionale, riducendo così la frazione di planetesimi che incidono sui satelliti interni. Combinati insieme riducono il bombardamento di un ordine di grandezza. Le stime degli impatti su Giapeto sono anche meno del 20% di quelle del modello originale di Nizza. 
Alcuni degli impatti sono catastrofici, causando la distruzione dei satelliti interni. Nel bombardamento del modello originale di Nizza, ciò avrebbe provocato la distruzione di numerosi satelliti di Saturno e Urano. Una riduzione di un ordine di grandezza del bombardamento evita la distruzione di Dione e Ariel; ma Miranda, Mimas, Encelado e forse Teti verrebbero ancora sgretolati. Questi possono essere satelliti di seconda generazione formati dalla ricostituzione del materiale di satelliti distrutti. In questo caso non ci si aspetterebbe che Mimas si differenziasse e la bassa densità di Teti potrebbe essere dovuta al fatto che si è formato principalmente dal mantello di un progenitore distrutto. In alternativa, potrebbero essersi accumulati in seguito da un massiccio anello di Saturno, o addirittura fino a 100 milioni di anni fa dopo che l'ultima generazione di lune furono distrutte in un'instabilità orbitale. 

### Inclinazione dei pianeti giganti
Le inclinazioni di Giove e di Saturno possono essere prodotte da risonanze spin-orbita. Una risonanza spin-orbita si verifica quando la frequenza di precessione dell'asse di rotazione di un pianeta corrisponde alla frequenza di precessione del nodo ascendente di un altro pianeta. Queste frequenze variano durante la migrazione planetaria con i semiassi maggiori dei pianeti e la massa del disco planetesimale. La piccola inclinazione di Giove potrebbe essere dovuta a un rapido incrocio di una risonanza spin-orbita con Nettuno mentre l'inclinazione di Nettuno era piccola, ad esempio, durante la migrazione iniziale di Nettuno prima che iniziassero gli incroci planetari. In alternativa, se quell'incrocio avveniva quando il semiasse maggiore di Giove saltava, potrebbe essere dovuto alla sua attuale vicinanza alla risonanza dell'orbita di rotazione con Urano. La grande inclinazione di Saturno può essere acquisita se viene catturata in una risonanza spin-orbita con Nettuno mentre Nettuno si avvicinava lentamente alla sua orbita attuale alla fine della migrazione. Le inclinazioni finali di Giove e Saturno sono molto sensibili alle posizioni finali dei pianeti: l'inclinazione di Giove sarebbe molto più grande se Urano fosse migrato oltre la sua orbita attuale, quella di Saturno sarebbe molto più piccola se la migrazione di Nettuno fosse terminata prima o se l'attraversamento della risonanza fosse più rapido. Anche nelle simulazioni in cui la posizione finale dei pianeti giganti è simile all'attuale sistema solare, l'inclinazione di Giove e di Saturno viene riprodotta meno del 10% delle volte. 

### Fascia di Kuiper
Una lenta migrazione di Nettuno che copre diverse unità astronomiche si traduce in una fascia di Kuiper con un'ampia distribuzione dell'inclinazione. Man mano che Nettuno migra verso l'esterno, disperde molti oggetti dal disco planetesimale su orbite con semiassi maggiori più grandi. Alcuni di questi planetesimi vengono quindi catturati in risonanze di moto medio con Nettuno. Mentre in una risonanza di moto medio, le loro orbite possono evolversi attraverso processi come il meccanismo Kozai, riducendo le loro eccentricità e aumentando le loro inclinazioni; o tramite risonanze absidali e nodali, che alterano rispettivamente eccentricità e inclinazioni. Gli oggetti che raggiungono orbite di perielio a bassa eccentricità possono sfuggire alla risonanza di moto medio e sono lasciati indietro in orbite stabili mentre la migrazione di Nettuno continua. La distribuzione dell'inclinazione degli oggetti caldi classici della cintura di Kuiper è riprodotta in simulazioni numeriche in cui Nettuno è migrato senza problemi da 24 UA a 28 UA con una scala esponenziale di 10 milioni di anni prima di saltare verso l'esterno quando incontra un quinto pianeta gigante, e con 30 milioni di anni in scala esponenziale da allora in poi. Il ritmo lento e la distanza estesa di questa migrazione forniscono tempo sufficiente per eccitare le inclinazioni prima che le risonanze raggiungano la regione della fascia di Kuiper dove gli oggetti classici caldi vengono catturati e successivamente depositati. Se Nettuno raggiunge un'eccentricità superiore a 0,12 in seguito al suo incontro con il quinto pianeta gigante, gli oggetti della cintura di Kuiper classica calda possono anche essere catturati a causa della forzatura secolare. La forzatura secolare fa oscillare le eccentricità degli oggetti, permettendo ad alcuni di raggiungere orbite di eccentricità più piccole che diventano stabili quando Nettuno raggiunge una bassa eccentricità. Le inclinazioni degli oggetti della cintura di Kuiper possono anche essere eccitate da risonanze secolari al di fuori delle risonanze, tuttavia, impedendo che la distribuzione dell'inclinazione venga utilizzata per determinare definitivamente la velocità della migrazione di Nettuno. 
Gli oggetti che rimangono nelle risonanze di moto medio alla fine della migrazione di Nettuno formano le popolazioni risonanti come i plutino. Pochi oggetti a bassa inclinazione che ricordano gli oggetti freddi classici rimangono tra i plutino alla fine della migrazione di Nettuno. Il salto verso l'esterno dei semiassi maggiori di Nettuno rilascia gli oggetti a bassa inclinazione e bassa eccentricità che sono stati catturati mentre la risonanza 3:2 di Nettuno inizialmente spazzava verso l'esterno. Successivamente, la cattura di plutino a bassa inclinazione è stata in gran parte impedita a causa dell'eccitazione di inclinazioni ed eccentricità mentre le risonanze secolari avanzano lentamente. La lenta migrazione di Nettuno consente inoltre agli oggetti di raggiungere grandi inclinazioni prima della cattura in risonanze e di evolversi per ridurre le eccentricità senza sfuggire alla risonanza. Il numero di planetesimi con semiassi maggiori iniziali oltre i 30 UA doveva essere piccolo per evitare un eccesso di oggetti nelle risonanze 5:4 e 4:3 di Nettuno. 
Gli incontri tra oggetti ammassati di Nettuno e Plutone riducono la frazione degli oggetti della cintura di Kuiper in risonanze. I cambiamenti di velocità durante gli incroci gravitazionali con i planetesimi che guidano la migrazione di Nettuno causano piccoli salti nel suo semiasse maggiore, producendo una migrazione che è granulosa anziché liscia. Le posizioni mutevoli delle risonanze prodotte da questa migrazione approssimativa aumentano le ampiezze delle librazioni degli oggetti risonanti, facendone diventare molti instabili e in grado di sfuggire alle risonanze. Il rapporto osservato tra oggetti classici caldi e plutino è riprodotto al meglio nelle simulazioni che includono 1000–4000 oggetti ammassati da Plutone (cioè grandi pianeti nani) o circa 1000 corpi due volte più grandi di Plutone, costituendo il 10–40% del disco planetesimale di 20 masse terrestri, con circa lo 0,1% di questo disco iniziale rimasto in varie parti della fascia di Kuiper. La migrazione granulosa riduce anche il numero di plutini rispetto agli oggetti nelle risonanze 2:1 e 5:2 con Nettuno, e si traduce in una popolazione di plutini con una distribuzione più ristretta delle ampiezze delle librazioni.Un gran numero di oggetti ammassati da Plutone richiederebbe che la distribuzione dimensionale della fascia di Kuiper abbia deviazioni multiple da una pendenza costante. 
Il nucleo dei classi oggetti freddi della cintura di Kuiper viene lasciato alle spalle quando Nettuno incrocia il quinto pianeta gigante. Il nocciolo è una concentrazione di oggetti della cintura di Kuiper con piccole eccentricità e inclinazioni e con semiassi maggiori di 44–44,5 UA identificati dal Canada-France Ecliptic Plane Survey. Mentre Nettuno migra verso l'esterno, a bassa inclinazione, gli oggetti a bassa eccentricità vengono catturati dalla sua risonanza di moto medio 2:1. Questi oggetti vengono portati verso l'esterno in questa risonanza fino a quando Nettuno raggiunge 28 UA. In questo momento Nettuno incontra il quinto gigante ghiacciato, che è stato disperso verso l'esterno da Giove. L'incontro gravitazionale fa saltare il semiasse maggiore di Nettuno verso l'esterno. Gli oggetti che erano nella risonanza 2:1, tuttavia, rimangono nelle loro orbite precedenti e vengono lasciati indietro mentre la migrazione di Nettuno continua. Quegli oggetti che sono stati espulsi a breve distanza hanno piccole eccentricità e vengono aggiunti alla popolazione locale di oggetti classici freddi della fascia di Kuiper. Altri che sono stati trasportati per lunghe distanze hanno eccitato le loro eccentricità durante questo processo. Mentre la maggior parte di questi sono rilasciati su orbite ad eccentricità più elevate, alcuni hanno le loro eccentricità ridotte a causa di una risonanza secolare all'interno della risonanza 2:1 e rilasciate come parte del nucleo o prima a causa della migrazione granulosa di Nettuno. Tra questi ci sono oggetti provenienti da regioni non più occupate da oggetti dinamicamente freddi che si sono formati in situ, come tra 38 e 40 UA. La spinta in risonanza consente di impiantare questi binari vagamente legati, di colore neutro o "blu", senza incontrare Nettuno. Il nucleo è stato anche riprodotto in una simulazione in cui si è verificata un'instabilità più violenta senza una precedente migrazione di Nettuno e il disco è stato troncato a ~44,5 UA. 
Le basse eccentricità e le inclinazioni degli oggetti della cintura classica fredda pongono alcuni vincoli all'evoluzione dell'orbita di Nettuno. Sarebbero preservati se l'eccentricità e l'inclinazione di Nettuno in seguito al suo incontro con un altro gigante ghiacciato rimanessero piccole (e<0,12 e i<6°) o se venissero smorzate rapidamente. Questo vincolo può essere leggermente attenuato se la precessione di Nettuno è rapida a causa di forti interazioni con Urano o un disco ad alta densità superficiale. Una combinazione di questi può consentire la riproduzione della cintura classica fredda anche in simulazioni con instabilità più violente. Se il rapido tasso di precessione di Nettuno diminuisce temporaneamente, un "cuneo" di oggetti a bassa eccentricità mancanti può formarsi oltre 44 UA. L'aspetto di questo cuneo può essere riprodotto anche se la dimensione degli oggetti inizialmente oltre i 45 UA è diminuita con la distanza. Un periodo più lungo della lenta precessione di Nettuno potrebbe consentire agli oggetti a bassa eccentricità di rimanere nella cintura classica fredda se la sua durata coincidesse con quella delle oscillazioni delle eccentricità degli oggetti. Una lenta ripulitura di risonanze, con una scala esponenziale di 100 milioni di anni, mentre Nettuno ha una modesta eccentricità in grado di rimuovere gli oggetti a bassa inclinazione ed alta eccentricità, troncando la distribuzione di eccentricità degli oggetti della cintura classica fredda e lasciando un passo vicino alla posizione attuale della risonanza 7:4 di Nettuno. 

### Disco diffuso
Nel disco diffuso, una migrazione lenta e granulosa di Nettuno lascia oggetti distaccati con perielio maggiore di 40 UA raggruppati vicino alle sue risonanze. I planetesimi sparsi verso l'esterno da Nettuno vengono catturati in risonanze, si evolvono in orbite ad inclinazione più alta di eccentricità inferiore e vengono rilasciati in orbite più stabili con perielio più alto. Oltre 50 UA questo processo richiede una migrazione più lenta di Nettuno affinché il perielio venga innalzato oltre 40 UA. Di conseguenza, nel disco diffuso gli oggetti ad alto perielio fossilizzati vengono lasciati indietro solo durante le ultime parti della migrazione di Nettuno, producendo brevi scie (o impronte) su un diagramma di eccentricità rispetto al semiasse maggiore, vicino ma appena all'interno della corrente posizione delle risonanze di Nettuno. L'estensione di queste tracce dipende dalla scala temporale della migrazione di Nettuno e si estende ulteriormente verso l'interno se la scala temporale è più lunga. Il rilascio di questi oggetti dalla risonanza è aiutato da una migrazione granulosa di Nettuno che potrebbe essere necessaria affinché un oggetto come 2004 XR190 sia sfuggito alla risonanza 8:3 di Nettuno. Se l'incontro con il quinto pianeta lasciasse Nettuno con una grande eccentricità, i semiassi maggiori degli oggetti ad alto perielio sarebbero distribuiti in modo più simmetrico sulle risonanze di Nettuno, a differenza degli oggetti osservati da OSSOS. 
La dinamica del disco diffuso lasciato dalla migrazione di Nettuno varia con la distanza. Durante la migrazione verso l'esterno di Nettuno molti oggetti sono sparpagliati su orbite con semiassi maggiori di 50 UA. Similmente alla fascia di Kuiper, alcuni di questi oggetti vengono catturati e rimangono in risonanza con Nettuno, mentre altri scappano dalla risonanza su orbite stabili dopo che il loro perielio è aumentato. Altri oggetti con perielio vicino a Nettuno rimangono anche alla fine della migrazione di Nettuno. Le orbite di questi oggetti diffusi variano nel tempo man mano che continuano a interagire con Nettuno, con alcuni di loro che entrano in orbite di incrocio con il pianeta, diventando brevemente centauri o comete prima che vengano espulsi dal sistema solare. Circa l'80% degli oggetti tra 50 e 200 UA ha orbite stabili, risonanti o distaccate con semiassi maggiori che variano meno di 1,5 UA per miliardo di anni. Il restante 20% sta attivamente disperdendo oggetti con semiassi maggiori che variano significativamente a causa delle interazioni con Nettuno. Oltre 200 UA la maggior parte degli oggetti nel disco diffuso si sta attivamente sparpagliando. La massa totale depositata nel disco diffuso è circa il doppio di quella della classica fascia di Kuiper, con circa l'80% degli oggetti sopravvissuti fino ad oggi con semiassi maggiori inferiori a 200 UA. Gli oggetti distaccati con inclinazione inferiore diventano più scuri con il semiasse maggiore crescente, possibile a causa delle risonanze di moto medio stabili o della risonanza di Kozai all'interno di queste risonanze, che richiedono un'inclinazione minima che aumenta con il semiasse maggiore. 

### Nube del Pianeta Nove
Se l'ipotetico Pianeta Nove esiste ed era presente durante la migrazione del pianeta gigante, si formerebbe una nube di oggetti con semiassi maggiori simili. Gli oggetti diffusi verso l'esterno con i semiassi maggiori di 200 UA avrebbero il loro perielio aumentato dagli effetti dinamici del Pianeta Nove, disaccoppiandoli dall'influenza di Nettuno. I semiassi maggiori degli oggetti controllati dinamicamente dal Pianeta Nove verrebbero centrati sul suo semiasse maggiore, che va da 200 UA a ~2 000 UA, con la maggior parte degli oggetti che hanno semiassi maggiori di quello del Pianeta Nove. Le loro inclinazioni sarebbero approssimativamente isotrope, fino a 180 gradi. Il perielio di questi oggetti dovrebbe scorrere per periodi di oltre 100 milioni di anni, restituendo molti all'influenza di Nettuno. La massa stimata rimanente al momento attuale è di 0,3–0,4 masse terrestri. 

### Nube di Oort
Alcuni oggetti sparpagliati su orbite molto distanti durante la migrazione del pianeta gigante vengono catturati nella Nube di Oort. La Nube di Oort esterna, con semiassi maggiori di 20 000 UA, si forma rapidamente mentre la marea galattica aumenta il perielio dell'oggetto oltre le orbite dei pianeti giganti. La Nube di Oort interna si forma più lentamente, dall'esterno verso l'interno, a causa dell'effetto più debole della marea galattica su oggetti con semiassi maggiori inferiori. La maggior parte degli oggetti catturati nella Nube di Oort esterna sono sparsi verso l'esterno da Saturno, senza incrociare Giove, con alcuni sparsi verso l'esterno da Urano e Nettuno. Quelli catturati nella Nube di Oort interna sono principalmente dispersi verso l'esterno da Nettuno. Circa il 6,5% dei planetesimi oltre l'orbita iniziale di Nettuno, circa 1,3 masse terrestri, sono catturati nella Nube di Oort con circa il 60% nella Nube interna. 
Gli oggetti potrebbero anche essere stati acquisiti in precedenza e da altre fonti. Quando il Sole ha lasciato il suo ammasso natale, gli oggetti avrebbero potuto essere catturati nella Nube di Oort da altre stelle. Se il disco di gas si estendeva oltre le orbite dei pianeti giganti quando sgombrarono i loro dintorni da oggetti delle dimensioni di una cometa, viene rallentato dall'attrito del gas che impedisce loro di raggiungere la Nube di Oort.Tuttavia, se Urano e Nettuno si sono formati in ritardo, alcuni degli oggetti liberati dal loro vicinato dopo che il disco di gas si è dissipato potrebbero essere catturati nella Nube di Oort. Se il Sole rimanesse nel suo ammasso natale in questo momento, o durante la migrazione planetaria se ciò avvenisse in anticipo, la Nube di Oort formata sarebbe più compatta. 